# U-399
Unterseeboot 399 foi um submarino alemão do Tipo VIIC, pertencente a Kriegsmarine que atuou durante a Segunda Guerra Mundial.

## Comandantes
| Comandante             | Data                                       |
| ---------------------- | ------------------------------------------ |
| Oblt. Kurt van Meteren | 22 de janeiro de 1944 - 2 de julho de 1944 |
| Oblt. Heinz Buhse      | 3 de julho de 1944 - 26 de março de 1945   |

## Subordinação
Durante o seu tempo de serviço, esteve subordinado às seguintes flotilhas:
| Período                                       | Flotilha                                   |
| --------------------------------------------- | ------------------------------------------ |
| 22 de janeiro de 1944 - 31 de janeiro de 1945 | 5. Unterseebootsflottille (treinamento)    |
| 1 de fevereiro de 1945 - 26 de março de 1945  | 11. Unterseebootsflottille (serviço ativo) |